# Supercoppa del Portogallo 1992 (hockey su pista)
La Supercoppa del Portogallo 1992 è stata l'11ª edizione dell'omonima competizione portoghese di hockey su pista. Il torneo ha avuto luogo dal 10 al 17 ottobre 1992. 
A conquistare il trofeo è stato il Benfica al primo successo nella sua storia.

## Squadre partecipanti
| Club     | Qualificazione                       | Partecipazioni precedenti (il grassetto indica la vittoria) |
| -------- | ------------------------------------ | ----------------------------------------------------------- |
| Benfica  | Detentore della 1ª Divisão           | 1982, 1983, 1986, 1991                                      |
| Barcelos | Detentore della Coppa del Portogallo | Esordiente                                                  |

## Risultati
| Squadra 1 | Totale | Squadra 2 | Andata | Ritorno |
| --------- | ------ | --------- | ------ | ------- |
| Barcelos  | 5 - 8  | Benfica   | 0 - 3  | 5 - 5   |

| Barcelos 10 ottobre 1992 Finale di andata | Barcelos | 0 – 3 | Benfica |  |

| Lisbona 17 ottobre 1992 Finale di ritorno | Benfica | 5 – 5 | Barcelos |  |